# Belly of the Beast
Belly of the Beast is een Canadees/Hongkongs/Britse actiefilm uit 2003 van regisseur Ching Siu-Tung. Acteur Steven Seagal speelt in de film de rol van CIA-agent Jake Hopper.

## Verhaal
Jakes dochter Jessica en haar vriendin worden ontvoerd. Tijdens zijn zoektocht belandt hij in Bangkok en staat ineens midden in een gevecht tussen een aantal wapensmokkelaars en een generaal van het Thaise leger.
Jake Hopper (Steven Seagal) weet niet dat zijn dochter Jessica en haar vriendin Sarah tijdens hun rondreis door Zuidoost-Azië zijn ontvoerd. Maar als een vriend uit zijn tijd bij de geheime dienst hem de band geeft waarin om losgeld wordt gevraagd, beseft hij dat hij zelf in actie moet komen.
Jake kent het standpunt van de Amerikaanse overheid inzake wat zij als een islamitisch-fundamentalistische groepering beschouwd, en vliegt zelf naar Bangkok in de hoop dat hij met behulp van zijn oude netwerk de meisjes kan redden.
Zijn speurtocht voert hem tot diep in de Thaise onderwereld. Met behulp van een oude bekende volgt hij het spoor van de groep die verdacht wordt van Jessica's ontvoering.
Zo belandt hij midden in de strijd tussen een corrupte Thaise generaal en de Abu Karaf, een bende wapensmokkelaars. Als Jake het intrige probeert te ontmantelen, ontdekt hij dat de CAI gemanipuleerd wordt, en dat z'n dochter zich midden in het web bevindt.